# 8madrid

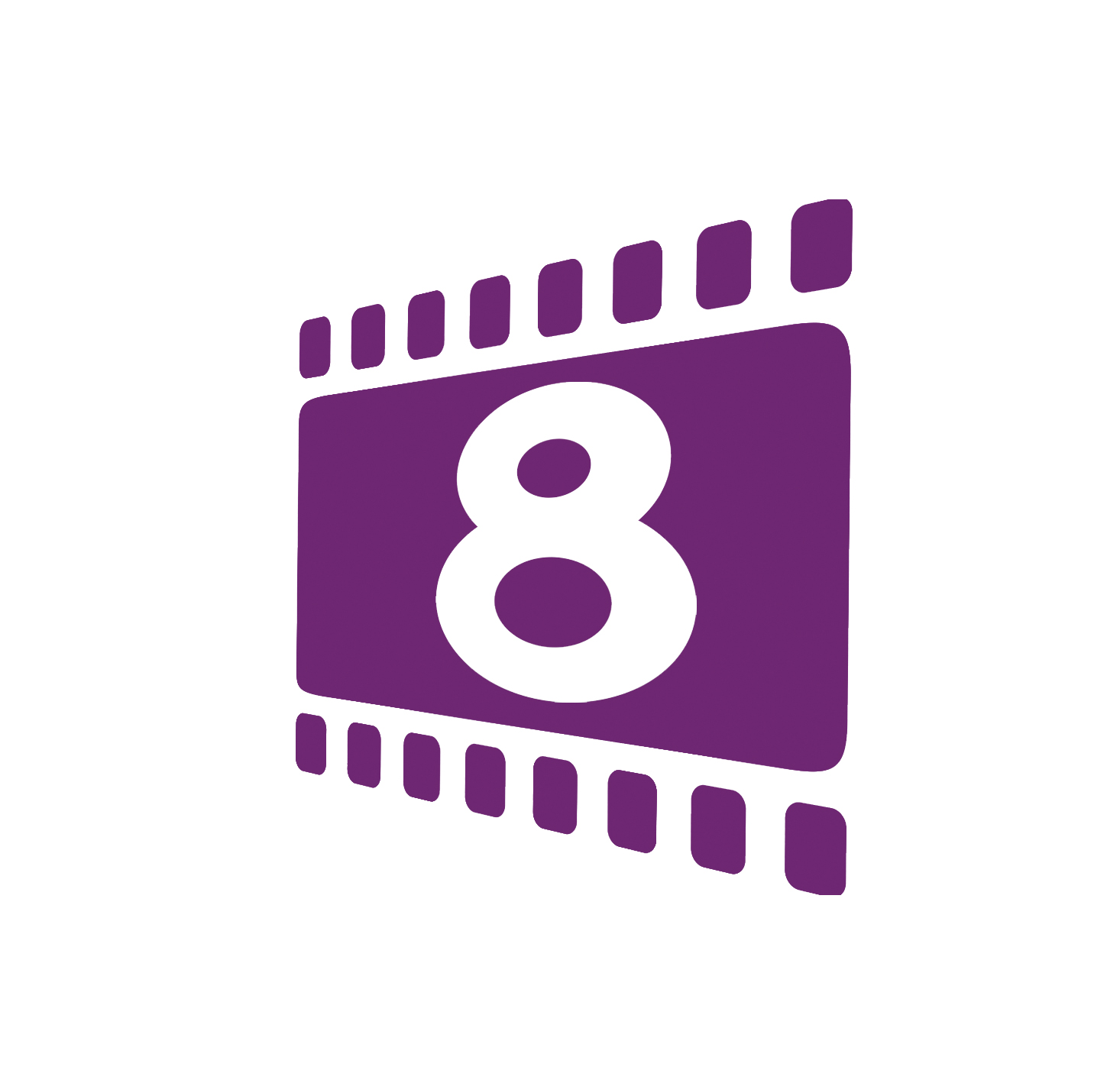
Logotip de 8madridTV.

8madrid TV és un canal temàtic de cinema amb emissió a la comunitat de Madrid. El 80% de la programació està destinada a la projecció de pel·lícules de tots els temps i gèneres. Un canal TDT en obert a Madrid que des de l'estrena al març de 2006 ha vist créixer la seva audiència any rere any. Més de 2.000.000 de madrilenys segueixen cada mes 8madrid TV. Pertany a Televisió Digital Madrid, grup gestionat pel president de l'Atlètic de Madrid, Enrique Cerezo.
La Comunitat de Madrid va concedir el 2005, mitjançant concurs públic, 10 llicències de caràcter local a l'empresa "Televisió Digital Madrid SLO" gestionada per Enrique Cerezo, pertanyents a les demarcacions de Madrid, Alcalá de Henares, Alcobendas, Parla,  Aranjuez, Collado Villalba, Fuenlabrada, Móstoles, Pozuelo de Alarcón, Sant Martín de Valdeiglesias i Soto del Real. Aquestes demarcacions cobreixen tota la província.
L'oferta de 8madrid TV està basada principalment en cinema nacional i internacional, ja que la productora cinematogràfica d'Enrique Cerezo compta amb un catàleg de més de 3.000 pel·lícules. La cadena emet cinema sense talls publicitaris en un 80%. L'abril de 2008, 8madrid arriba a un acord amb CRN per a la producció dels informatius locals, sota la marca  CRN Madrid. Aquesta col·laboració es va mantenir fins a començaments de 2010, quan el canal va decidir produir els seus propis informatius.